# نیسان ان‌ایکس

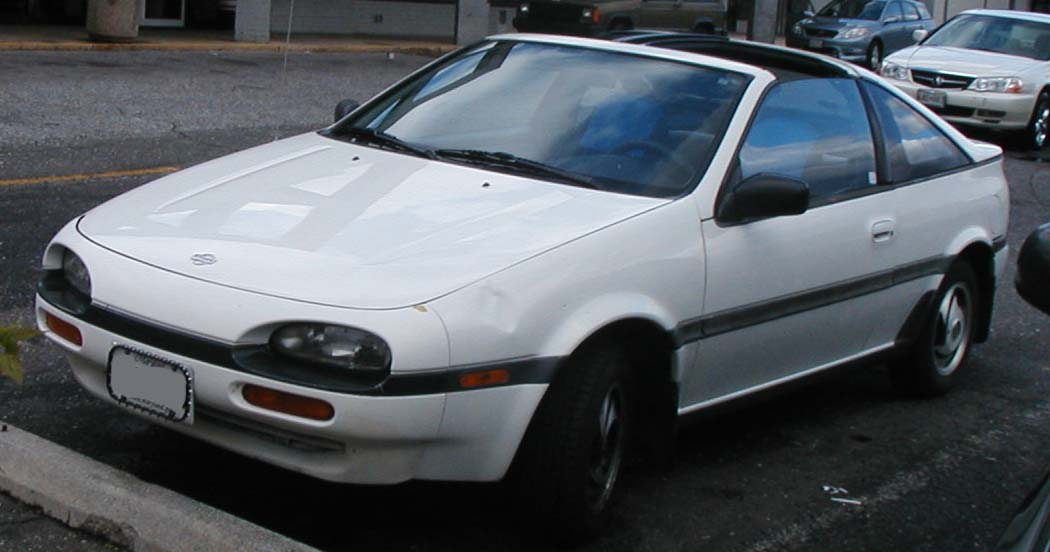

نیسان ان‌ایکس (Nissan NX) خودرویی است که در سال‌های ۱۹۹۱–۱۹۹۶تولید شده‌است. طراحی آن خودروهای موتور جلو-محور جلو بوده وزن آن در حالت طبیعی ۲٬۴۶۱–۲٬۵۰۹ پوند (۱٬۱۱۶–۱٬۱۳۸ کیلوگرم) است. سیستم جعبه‌دندهٔ آن ۴ و ۵ دنده به دو صورت خودکار و دستی است.